# (6541) Yuan
(6541) Yuan – planetoida z grupy pasa głównego asteroid okrążająca Słońce w ciągu 5 lat i 197 dni w średniej odległości 3,13 j.a. Została odkryta 26 lutego 1984 roku w Europejskim Obserwatorium Południowym przez Henriego Debehogne. Nazwa planetoidy pochodzi od Dah-Ning Yuana (ur. 1956), naukowca w Jet Propulsion Laboratory. Przed nadaniem nazwy planetoida nosiła oznaczenie tymczasowe (6541) 1984 DY.